# Biserica Sfântul Ioan Botezătorul din Bârnova

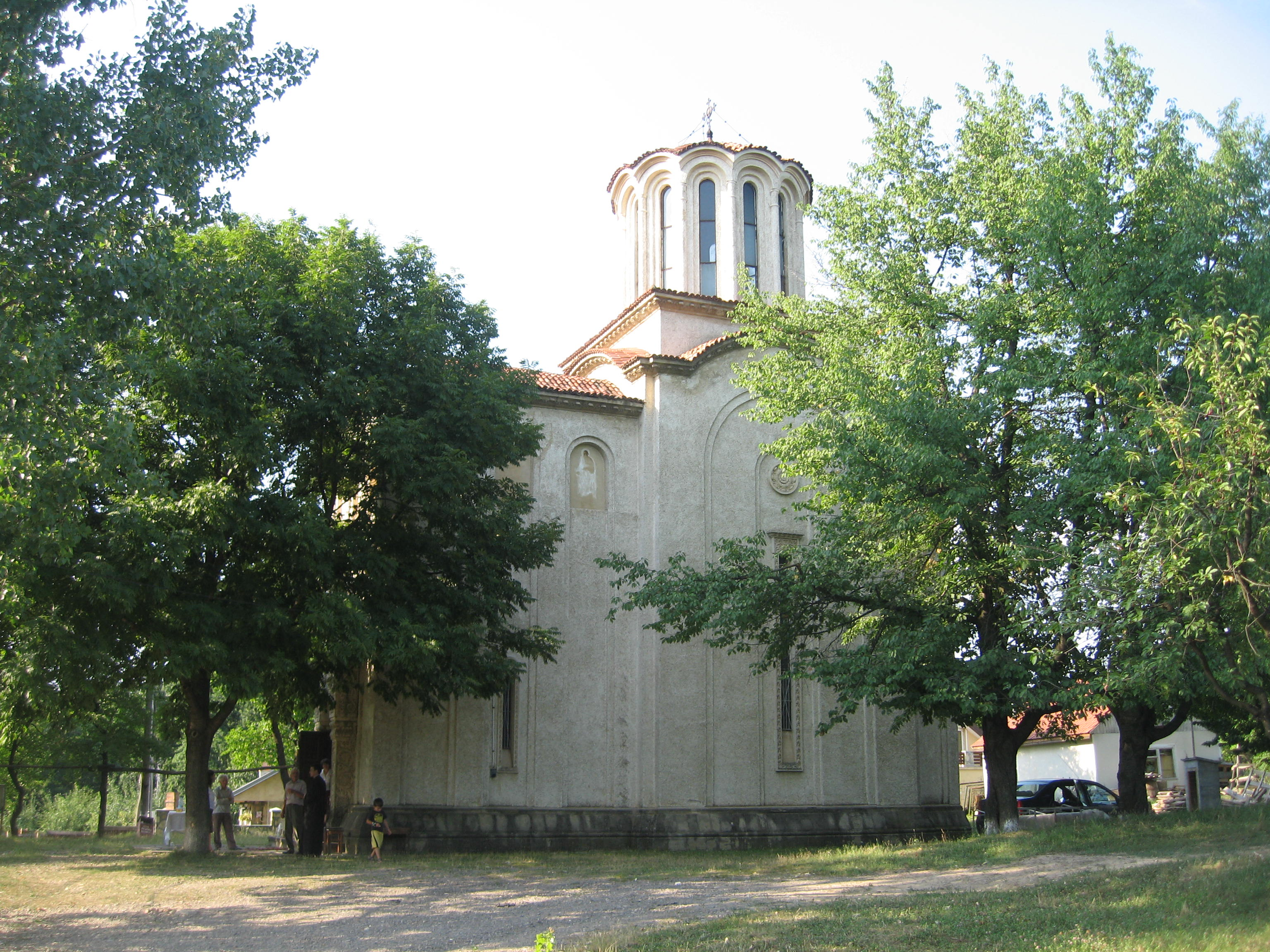
Biserica Sfântul Ioan Botezătorul din Bârnova.

Biserica Sfântul Ioan Botezătorul din Bârnova este un lăcaș de cult ortodox care se află în satul Bârnova din județul Iași. Biserica este situată la o distanță de circa 6 kilometri de Hanul Trei Sarmale din Iași, în apropiere de Primăria comunei Bârnova.

## Istoric
Biserica cu hramul "Sfântul Ioan Botezătorul" din comuna Bârnova a fost ctitorită de către fiii omului politic Ion C. Inculeț (1884-1940), care a îndeplinit funcțiile de președinte al Sfatului Țării din Basarabia (care a decis la 27 martie 1918 Unirea Basarabiei cu România) și de vicepreședinte al Consiliului de Miniștri al României Mari (1936-1937). Acesta și-a construit în anul 1920 o reședință de vară la Bârnova, unde soția sa dispunea de un teren de 26 ha de pământ care scăpase de expropriere.
Construită din cărămidă pe domeniul familiei Inculeț (cu o suprafață de circa 2,5 hectare), biserica este impunatoare prin arhitectură și emană spiritualitate și îndemn la credință, dominând împrejurimile deoarece este situată pe o colină. Inițial s-a dorit a fi o capelă a familiei Inculeț, construcția bisericii având loc între anii 1942-1947 pe terenul familiei Inculeț imediat după trecerea la Domnul a academicianului Ion C. Inculeț și a soției sale, principesa Ruxandra Bașotă. Cei care au finalizat construcția au fost frații Ion I. Inculeț și Georgel I. Inculeț, fiii marelui om politic Ion C. Inculeț. 
Biserica este pictată în ceară, cu o tematică deosebită și inedită, pictura fiind realizată în anul 1947 de către prof. univ. Ștefan Constantinescu de la Facultatea de Belle Arte din București. Biserica a fost sfințită în anul 1947, apoi, în anul următor, ca urmare a voinței ctitorilor, capela, împreună cu pământul deținut de familia Inculeț au fost donate Mitropoliei Moldovei și Bucovinei de către urmașii boierului Ion Inculeț.   
Destinația inițială a bisericii a fost cea de capelă-necropolă, aici aflându-se mormintele lui Ion Inculeț și al soției sale, principesa Ruxandra Bașotă-Cantacuzino. Ion Inculeț a încetat din viață la data de 19 noiembrie 1940, dar deoarece construcția bisericii nu fusese finalizată, el nu a putut fi înmormântat la Bârnova. Corpul său a fost pus într-un sicriu de sticlă, care la rândul său a fost așezat într-un altul de lemn de Mahon comandat din Italia și care a fost acoperit cu un drapel tricolor lung de 5 metri. Racla a zăcut câțiva ani într-un cavou provizoriu, la Cimitirul Belu. 
După decesul la 21 mai 1942 a soției sale, principesa Ruxandra Cantacuzino, în casa familiei din București, rămășițele pământești ale lui Ion Inculeț și ale Ruxandrei Cantacuzino au fost reînhumate la data de 7 iunie 1942 în naosul bisericii „Sfântul Ioan Botezătorul" din Bârnova, în părți opuse (Ion Inculeț în partea dreaptă a naosului, iar soția sa în partea stângă).
Cu prilejul intrării armatelor sovietice pe teritoriul României în vara anului 1944, mormântul lui Ion Inculeț a fost profanat. Soldații sovietici au spart placa de marmură, precum și sicriul de sticlă, furând drapelul tricolor lung de 5 metri. Mormântul soției sale n-a fost profanat. Ca o dovadă că a faptului s-a descoperit mormântul lui Inculeț (după ce inițial se găsise goală cripta de la Belu), s-a trimis la Moscova drapelul cu care fusesee învelit sicriul. Ulterior, fiul lui Ion Inculeț, inginerul Georgel Inculeț, împreună cu niște meșteri, a reparat mormântul.
În perioada regimului comunist, biserica nu a fost folosită, fiind închisă, iar Parohia Bârnova și-a avut sediul la Mănăstirea Bârnova. S-a slujit în biserică doar de două ori pe an, la hram.

## Redeschiderea bisericii

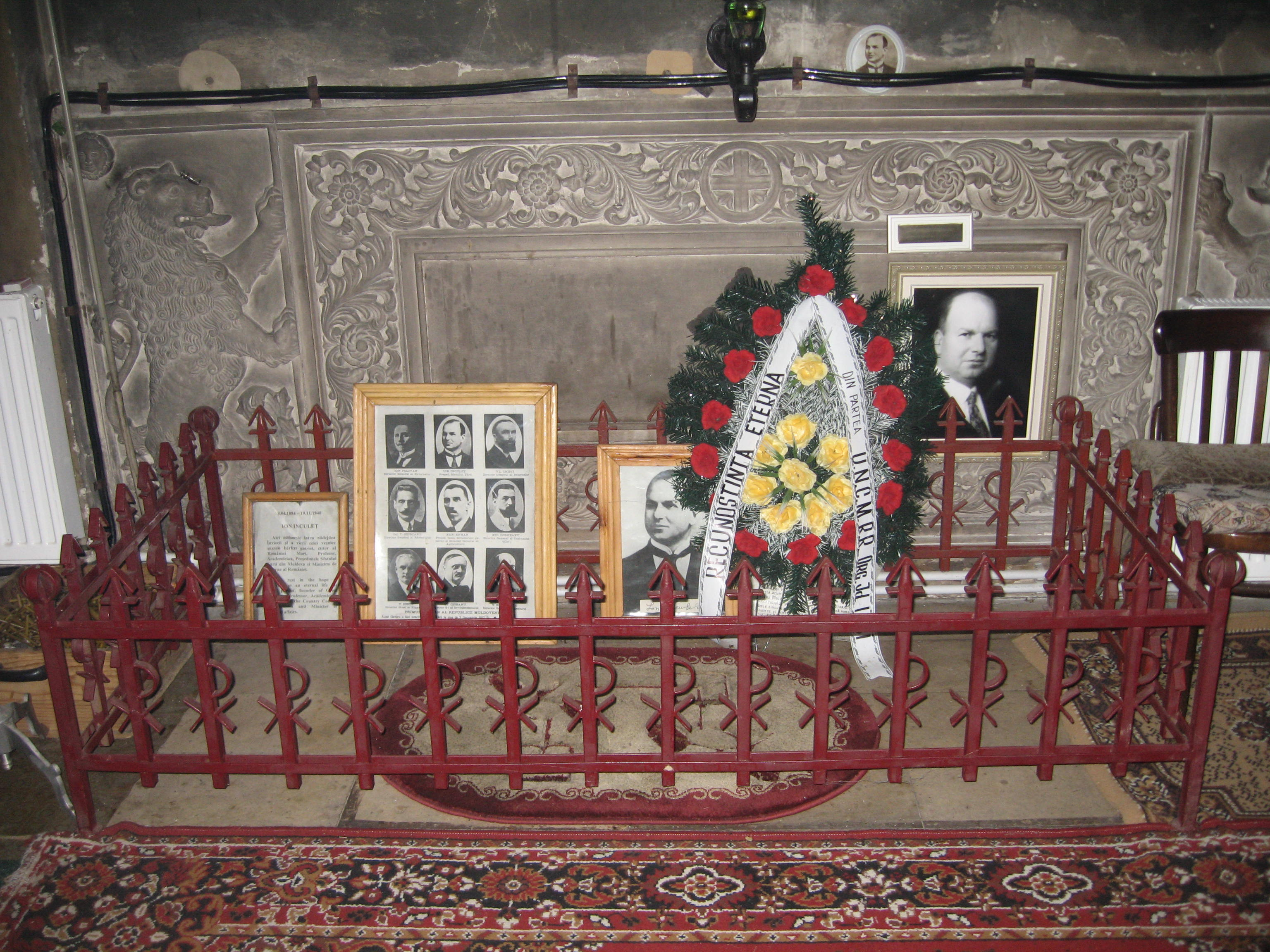
Mormântul lui Ion Inculeţ din Biserica Sfântul Ioan Botezătorul din Bârnova.

După Revoluție, în anul 1992, acest sfânt locaș a trecut din nou în patrimoniul Mitropoliei Moldovei și Bucovinei, Parohia Bârnova trecând cu slujbele în Biserica "Sfântul Ioan Botezătorul". În fiecare an, la data de 27 martie, cu ocazia aniversării Unirii Basarabiei cu România, în biserica Parohiei Bârnova, este oficiat un parastas de pomenire a ctitorilor, Ion Inculeț și familia sa.
În apropierea bisericii se află vechiul conac al familiei Inculeț, transformat în casă memorială. În prezent, începând din anul 2001, terenul de 2,5 hectare, împreună cu casa boierească și biserica "Sf. Ioan Botezătorul" formează Centrul "Ion Inculeț" al Mitropoliei Moldovei și Bucovinei. 
În anul 2001, s-au realizat o serie de lucrări la biserică, cum ar fi :
- cu ajutorul Primăriei, s-a realizat un modern sistem de iluminat exteriorul bisericii;
- s-a amenajat, dintr-o modestă magazie, o frumoasă casă de prăznuire, sfințită în ziua de Duminică, 10 iunie 2001, imediat după Sfânta Liturghie;
- s-a realizat la Mănăstirea Golia un frumos mobilier pentru altarul bisericii etc.

## Fotogalerie

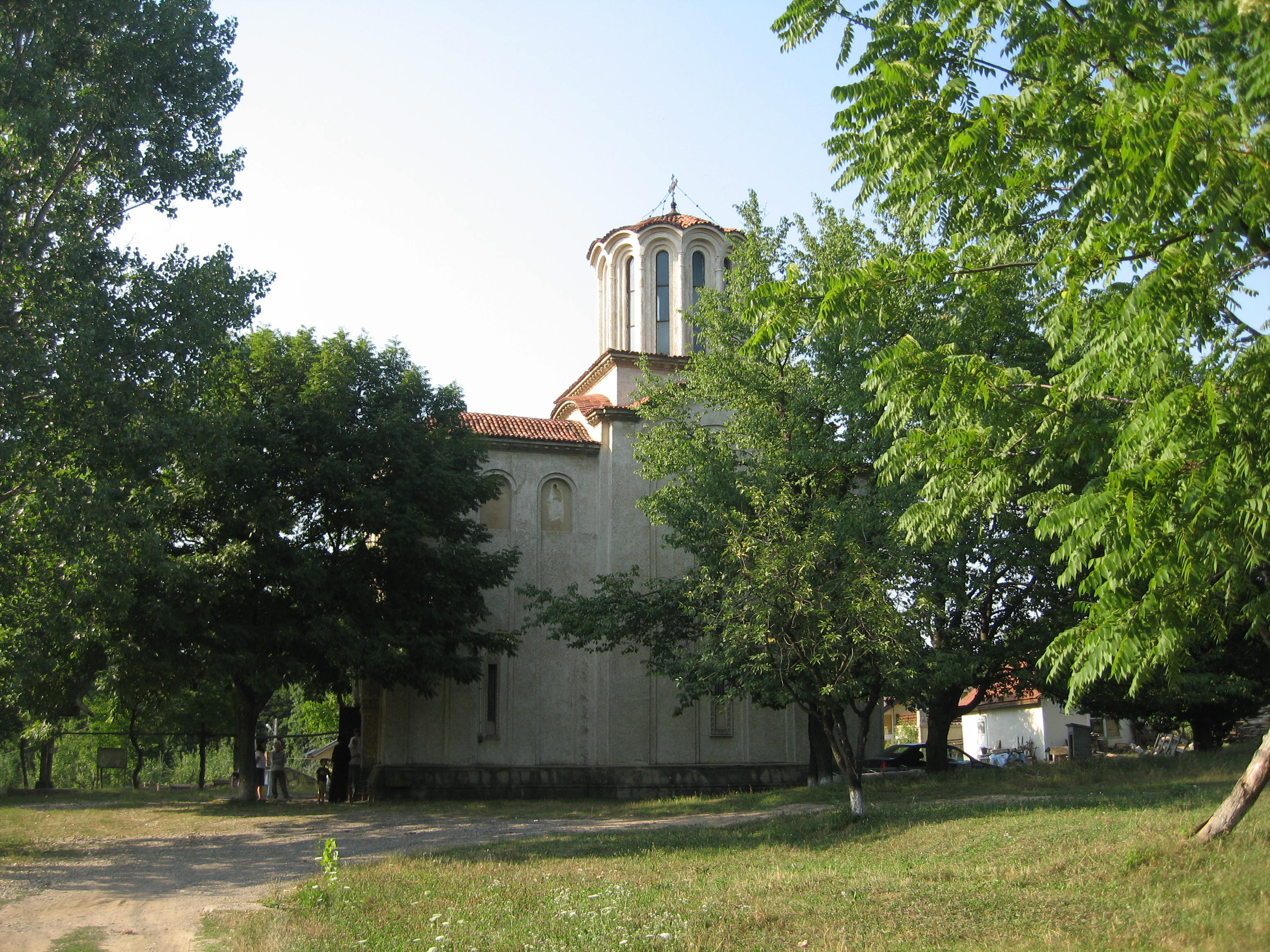
Biserica Sfântul Ioan Botezătorul din Bârnova
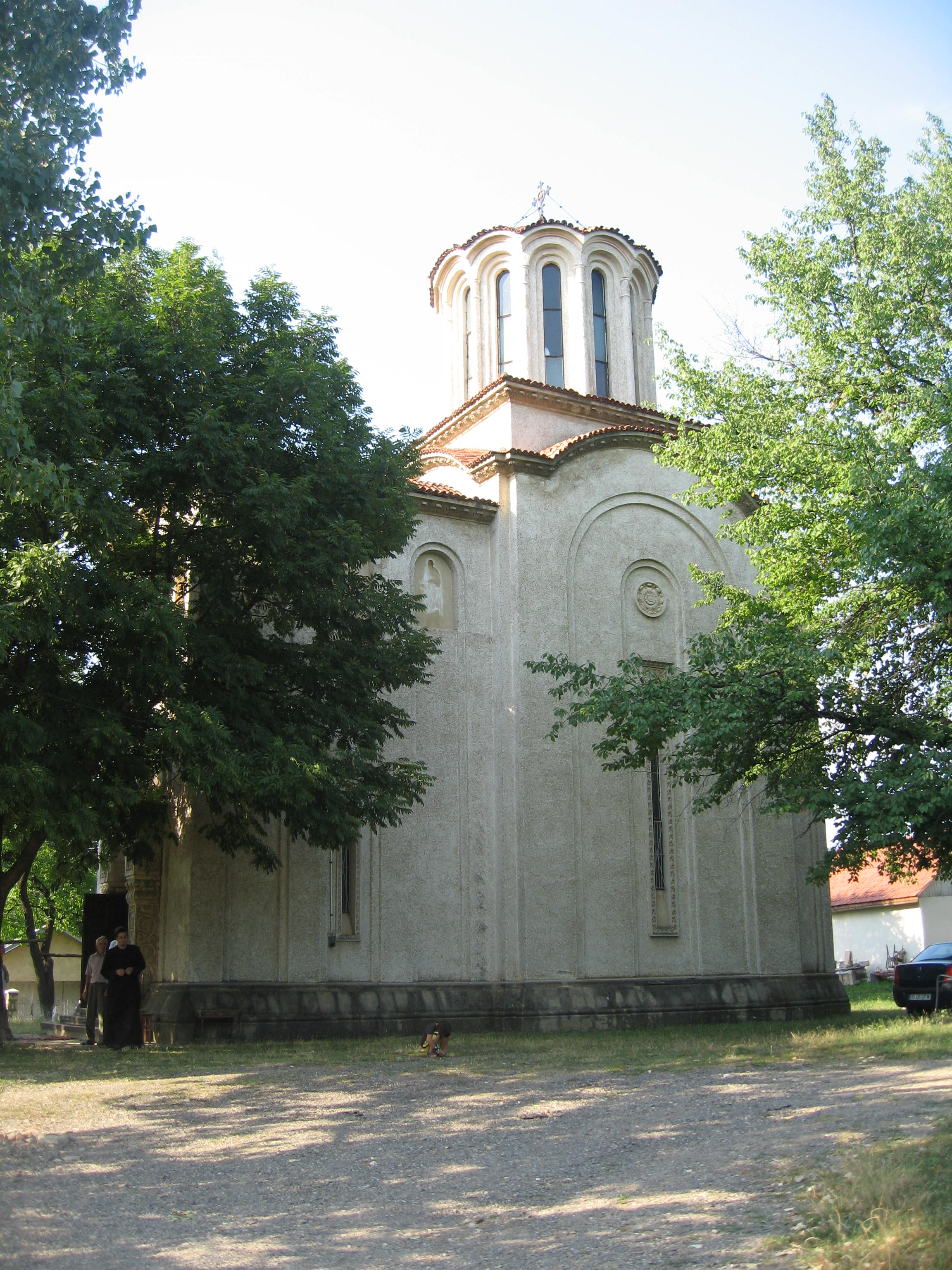
Biserica Sfântul Ioan Botezătorul din Bârnova
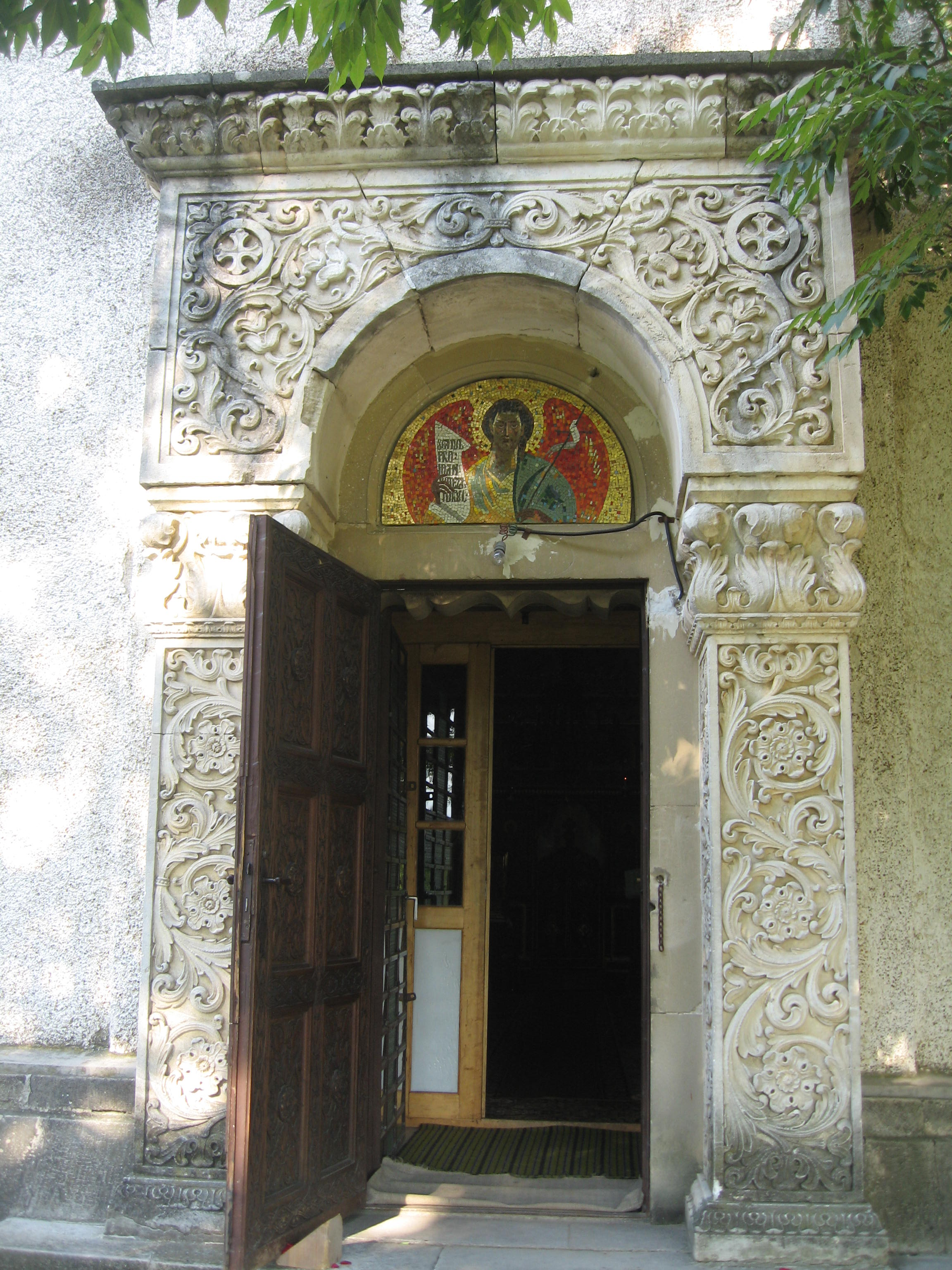
Detaliu al intrării în biserică
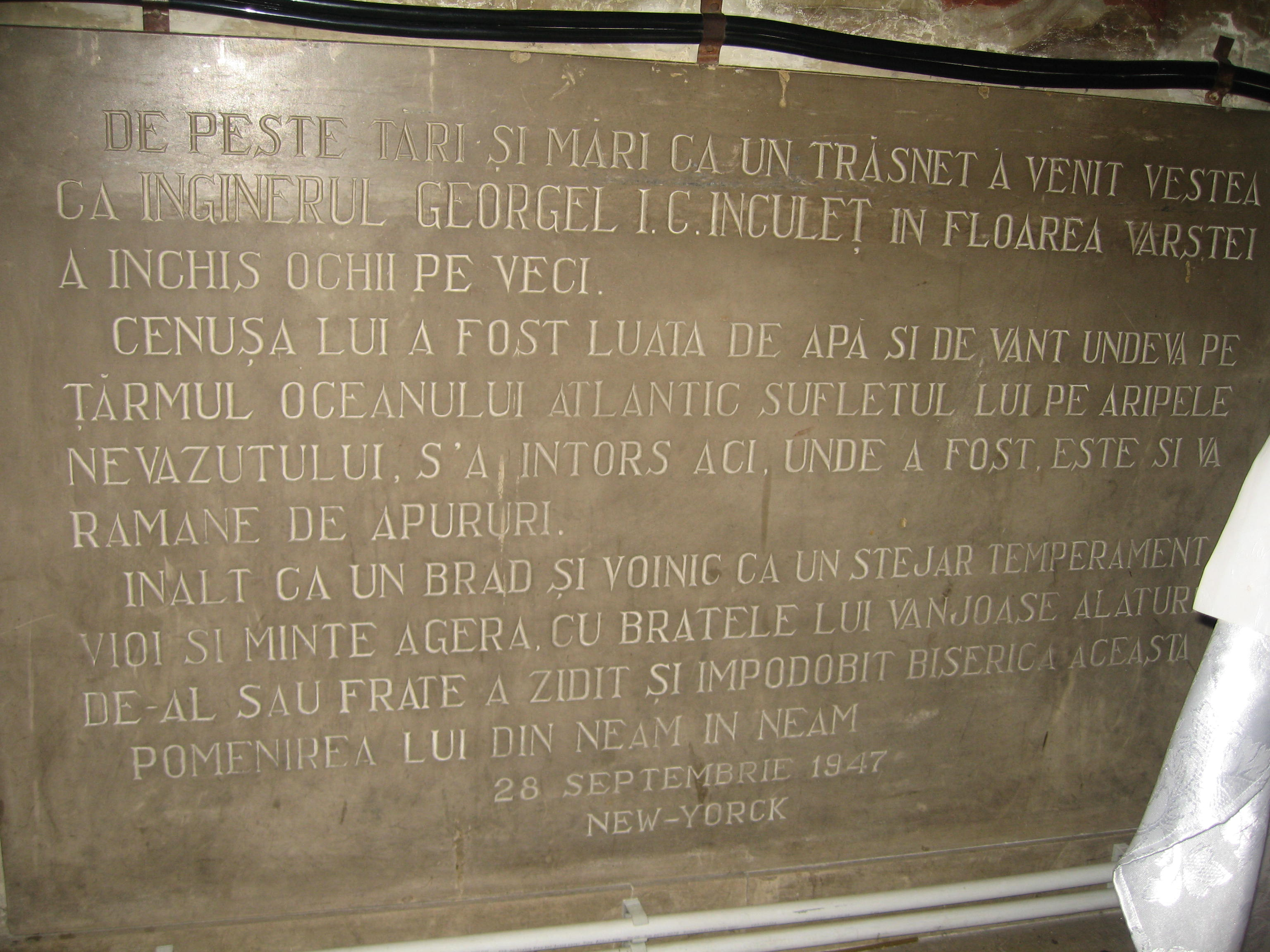
Placă comemorativă a inginerului Georgel I.C. Inculeţ
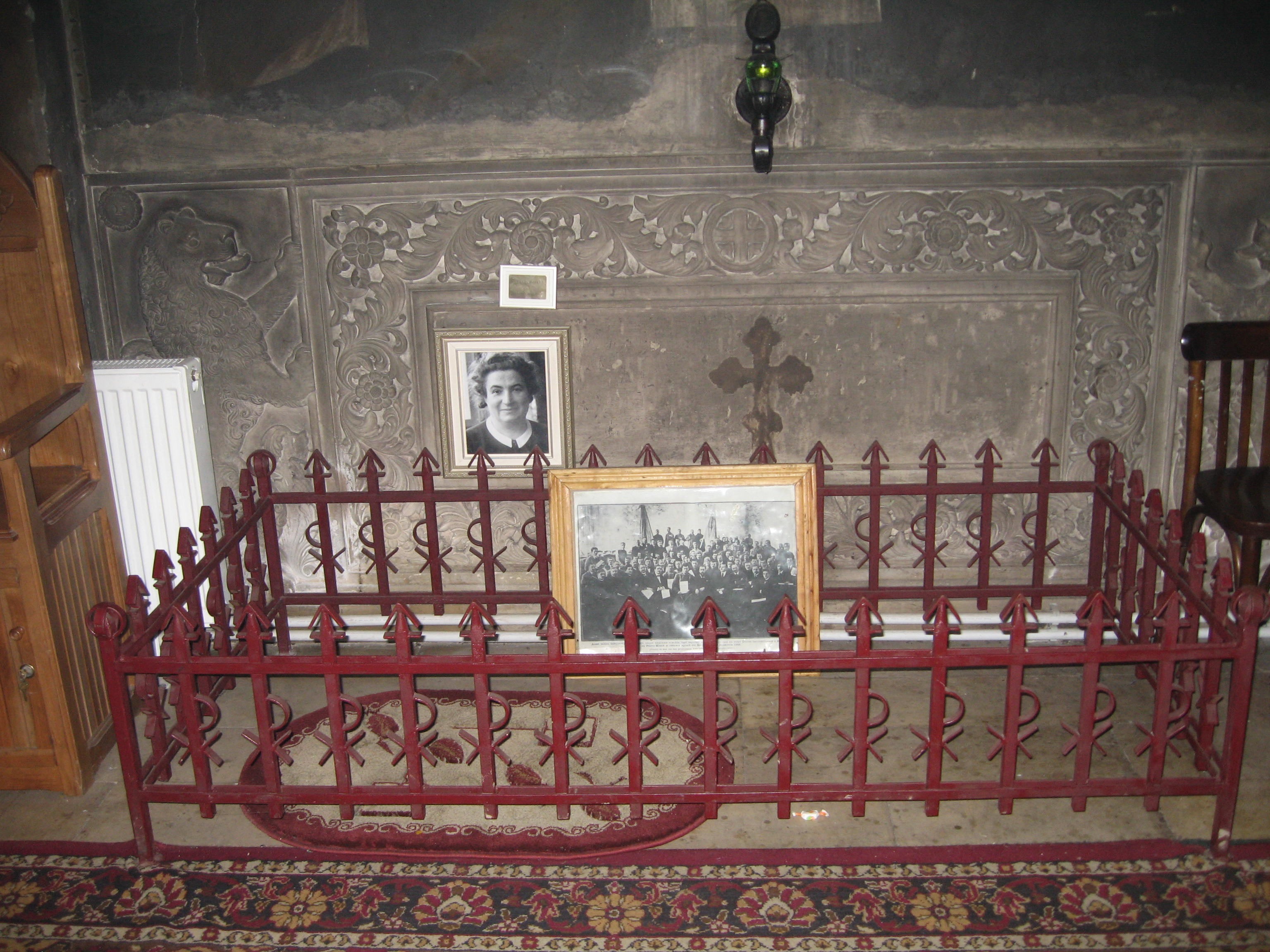
Mormântul principesei Ruxandra Başotă-Cantacuzino